# Релізан – Шлеф
Релізан – Шлеф – газопровід на північному заході Алжиру.
Трубопровід, який ввели в дію у 1961 році, отримує живлення від газотранспортного коридору Хассі-Р'Мель – Арзу. Він має довжину 94 км та виконаний в діаметрі 400 мм.